# Lương Như Hộc
Lương Như Hộc (Bách khoa toàn thư Việt Nam gọi là Lương Nhữ Hộc, ở đây lấy theo Khâm định Việt sử Thông giám cương mục và Đại Việt sử ký toàn thư) (chữ Hán: 梁如鵠, 1420 - 1501), tự Tường Phủ, hiệu Hồng Châu, là danh sĩ, quan nhà Lê sơ. Ông là người hai lần làm sứ giả sang Trung Quốc và đã có công truyền lại nghề khắc bản gỗ in cho dân làng Liễu Tràng, Hồng Lục và được dân làng tôn xưng là "ông tổ nghề khắc ván in". Tuy nhiên, từ trước đó khá lâu, người Việt đã biết đến nghề này, nổi bật là Hồ Quý Ly đã cho in tiền giấy trong thời gian trị vì đầu thế kỷ 15.

## Quan trường
Lương Như Hộc quê ở xã Hồng Liễu, huyện Trường Tân (nay là khu Thanh Liễu, phường Tân Hưng, thành phố Hải Dương, tỉnh Hải Dương). Ông đỗ thám hoa khoa Nhâm Tuất niên hiệu Đại Bảo thứ 3 (1442 - đời Lê Thái Tông), cùng khoa với Nguyễn Trực, Nguyễn Như Đổ và Ngô Sĩ Liên.Ông làm quan đến chức Thị lang, Gia trung thư lệnh và Đô ngự sử.
Ông đã từng hai lần đi sứ sang nhà Minh. Lần thứ nhất vào ngày 16 tháng 11 âm lịch năm Thái Hòa thứ nhất (Quý Hợi, 1443), đời Lê Nhân Tông, khi đang là Ngự tiền học sinh cục trưởng, ông cùng với Tri chế cáo Nguyễn Như Đổ và Ngự sử trung thừa Hà Phủ được sung vào đoàn sứ bộ sang Minh đáp tạ về việc tế điếu.
Lần thứ hai vào tháng 10 âm lịch năm Thiên Hưng thứ nhất (1459), sau khi Lê Nghi Dân tiếm ngôi vua, đã sai Lương Như Hộc cùng Trần Phong, Trần Bá Linh sang nhà Minh cầu phong.
Trong hai cuốn sách Khâm định Việt sử Thông giám cương mục và Đại Việt sử ký toàn thư, ông đã được nhắc đến nhiều lần:
- Tháng 11 âm lịch năm Thái Hòa thứ 7 (1449) thời Lê Nhân Tông, ông được thăng từ An phủ phó sứ lộ Quốc Oai Hạ lên Hàn lâm trực học sĩ[2].
- Tháng 3 âm lịch năm Quang Thuận thứ 4 (1463) thời Lê Thánh Tông: Môn hạ hữu ti lang trung Hoàng Thanh mất. Ông (khi đó là Lễ bộ tả thị lang) đã làm bài tán đề di tượng (tượng truyền thần) của Hoàng Thanh rằng: "Nói về đạo lý, thì uẩn súc bên trong được đầy đủ, thi thố ra ngoài được chu đáo; nói về bổn phận, thì làm con giữ hết đạo hiếu, làm tôi giữ hết đạo trung, từng trải thờ bốn triều vua, tiết tháo một lòng, trước sau không bao giờ thay đổi"[5][6].
- Tháng 12 âm lịch năm 1463, vua Thánh Tông ban cho ông sắc dụ: ""Mới rồi, Nguyễn Vĩnh Trinh không học thể thơ quốc ngữ, làm thơ không đúng phép. Ta tưởng là ngươi biết, nên mới hỏi thử ngươi, nhưng ngươi cũng không biết nốt. Vả ta xem Hồng Châu quốc ngữ thi tập của ngươi còn nhiều chỗ thất luật, ta chắc là ngươi chưa biết nên mới nói ra. Vũ Lãm thường không muốn ta nói cho ngươi biết đâu"[5].
- Tháng 7 âm lịch năm 1466: Trung thư sảnh bí thư giám học sĩ Lương Như Hộc tâu rằng: "Các bản chương tấu của các nha môn, nếu gặp lúc viên quan chính thức hiện khuyết hoặc công xuất, thì viên quan tá nhị thừa lệnh giữ ấn tín được phép ký tên ở dưới chỗ đề năm tháng"[5] (Khâm định Việt sử thông giám cương mục chép việc này vào tháng 8 âm lịch năm 1462[6]). Nhà vua theo lời tâu này[6].
- Tháng 5 âm lịch năm 1467, câu chuyện đối đáp của ông và một vệ quân có tên Văn Lư đã được hai sách Toàn thư[5] và Cương mục[7] (Cương mục chép là tháng 4) chép lại:

| “ | Lúc bấy giờ nhà vua [Thánh Tông] hạ lệnh cho quân ở ngũ phủ chế tạo binh khí theo hình dạng mới, được ít lâu lại bắt đổi theo hình dạng khác. Trong bọn quân nhân có người phàn nàn than thở. Văn Lư, một quân nhân trong vệ Oai Lôi, dâng thư nói: "Tháng giêng năm nay, bệ hạ đã ban ra hình dạng mới về binh khí, bắt quân chế tạo, nay lại thay đổi hình dạng khác, như thế là chính lệnh bất thường". Nhà vua sai bộ Lại dụ bảo Văn Lư rằng: "Binh khí cùng một hình dạng ấy cả, lời nhà ngươi nói chỉ là nói càn mà thôi". Viên Thị lang Lương Như Hộc nói riêng với Văn Lư rằng: "Nhà ngươi không phải là người giữ chức ngôn luận, sao lại dám nói càn đến việc nước?". Văn Lư trả lời: "Nước lấy dân làm gốc rễ, mà lính là để bảo vệ dân; nay hiệu lệnh trước sau bất nhất, quân và dân đều sầu oán, thế mà ông là người bầy tôi thân cận của nhà vua, lại ngậm miệng, không nói gì, nay Lư này nói ra là yêu vua đấy". Bọn Như Hộc nghe lời của Văn Lư, yên lặng không nói gì cả. | ” |

Các tác giả sách Cương mục đã có lời phê rất nặng: "Xem việc này có thể rõ được: vua thì mắc bệnh hay thay đổi; bầy tôi chỉ quen thói bợ đỡ đón trước cái ý của nhà vua."
- Tháng 8 âm lịch năm 1467, Lễ bộ thị lang Lương Như Hộc và Nguyễn Đình Mỹ cho là thời tiết thuận hòa, mùa màng bội thu, dân chúng yên vui, muôn vật dồi dào, dâng biểu xin vua tiến tôn phong hiệu. Nhà vua không nhận lời[5][8] (Cương mục chép là tháng 10).
- Tháng 12 âm lịch năm 1467, do tiến cử Trần Quý Huyên, vua không coi là người giỏi, nên ông bị giam vào ngục. Quý Huyên bị thu mất chức[5]. Cũng tháng 12 năm đấy, Bảo tỉ truyền quốc đã khắc xong, lấy chữ Hoàng đế thụ mệnh chi bảo do ông tham khảo đề xướng[8].

| “ | "Trước đây, bàn về việc khắc bảo tỉ truyền quốc, nhà vua bảo bọn tể thần nên dùng những chữ Thiên nam hoàng đế chi bảo. Nguyễn Cư Đạo, quyền Thượng thư Bộ Hộ, cho rằng hai chữ Thiên nam hầu như chữ mới sáng tác, không bằng chữ Thuận thiên thừa vận chi bảo đối với nghĩa được xác đáng hơn. Bí thư giám học sĩ là bọn Lương Như Hộc tâu nói: "Tham khảo trong sách Văn hiến thông khảo thì nên dùng những chữ Hoàng đế thụ mệnh chi bảo". Việc khắc chữ vào bảo tỉ lúc ấy mới quyết định. Nhà vua mới làm lễ cáo nhà thái miếu để khắc chữ. Đến nay bảo tỉ đã khắc xong, lại ra lệnh cho thái sư Đinh Liệt đem lòng kính cẩn của nhà vua làm lễ cáo nhà thái miếu." | ” |

Trong suốt cuộc đời làm quan của mình, ông đã làm quan đến Thị lang, Gia trung thư lệnh và Đô ngự sử. Lương Như Hộc mất vào năm Tân Dậu (1501), hưởng thọ 82 tuổi.

## Công lao truyền bá nghề in
Nhờ hai lần đi sứ sang Trung Quốc, ông đã học được nghề in mộc bản ở đây. Khi về nước, ông đã truyền bá nghề này cho nhân dân hai làng Liễu Tràng, Hồng Lục ở quê ông, khiến nghề in nơi đây trở nên phát triển. Chính vì lẽ đó, ông đã được coi là ông tổ sáng lập ra nghề in ở Việt Nam.
Tuy nhiên, trên thực tế thì nghề in ở Việt Nam đã có từ lâu đời, ít ra là đã xuất hiện từ đời Nhà Lý. Sách Thiền uyển tập anh ngữ lục chép: "Thiền sư Trí Học họ Tô, người làng Chu Minh phủ Thiên Đức vốn làm nghề khắc bản in kinh. Ông mất ngày 12 tháng 5 năm 1190, vào đời Lý Cao Tông" . Hay như đời vua Trần Anh Tông cho in các sách Phật giáo pháp sư, Đạo trường tân văn, Công văn cách thức để ban bố cho dân chúng biết. Đến đời Hồ Quý Ly (1400 - 1401) còn cho in tiền giấy và phát hành rộng rãi, cho thấy kĩ thuật in ấn đã đạt đến trình độ cao. Chính vì thế việc coi Lương Như Hộc là người đầu tiên truyền bá nghề in vào Việt Nam là không đúng. Cũng có thể ông đã dạy dân những cải tiến quan trọng trong nghề in ấn, giúp nó được phổ biến.
Mặc dù nghề in đã có trước đó, nhưng nó chỉ lưu hành trong phạm vi Phật giáo và quản lý nhà nước. Nhờ có sự truyền dạy của ông, làng Liễu Tràng - Hồng Lục đã trở thành trung tâm khắc ván in chữ và sau là tranh khắc của cả nước. Nhiều bộ sách đã được in khắc ở đây, trong đó phải kể đến bộ Đại Việt sử ký toàn thư đồ sộ đã được những người thợ làng Hồng Lục, Liễu Tràng khắc đầy đủ lần đầu tiên vào năm Chính Hòa thứ 18 (1697). Để ghi nhận công lao, dân làng Hồng Lục, Liễu Tràng đã tôn ông làm Thành hoàng và coi là tổ nghề (tổ sư) của họ. Hiện nay vẫn còn ngôi đình thờ Thám hoa ở làng Liễu Tràng, đã được xếp hạng năm 1992, thường tổ chức lễ hội vào ngày 13 - 15 tháng 9 (âm lịch) hàng năm.
Đầu thế kỷ 20, những nghệ nhân của làng Thanh Liễu (Hồng Lục) đã tham gia khắc in bộ tranh dân gian gồm 4.577 bức, nhan đề Kĩ thuật của người An Nam do Henri Oger, một người Pháp, tổ chức. Ngoài vẽ về các nghề dân gian và đời sống hàng ngày của người Việt Nam, bộ tranh còn có hình các nhân vật lịch sử như Lương Như Hộc và Kỳ Đồng. Tên ông đã được đặt cho một con đường ở Thành phố Hồ Chí Minh, nhưng lại bị đặt sai tên là Lương Nhữ Học.

## Tác phẩm
Ông đã biên soạn một số tập sách như Cổ kim chế từ tập, tập hợp các bài từ từ thời cổ đến thời Lê; và sáng tác Hồng Châu quốc ngữ thi tập là tập thơ chữ Nôm. Hiện nay cả hai đều đã thất truyền. Ông cũng phê điểm cho tuyển tập thơ Tinh tuyển chư gia luật thi của Dương Đức Nhan (gồm 472 bài của các nhà thơ đời Trần - Lê). Hiện nay chỉ còn lại 6 bài phú chữ Hán trong Quần hiền phú tập (Hoàng Sằn Phu) và 6 bài thơ chữ Hán trong Trích diễm thi tập (Hoàng Đức Lương) và Toàn Việt thi lục (Lê Quý Đôn).

## Vinh danh
Tên ông được người ta đặt cho một con đường ở Quận 5, Thành phố Hồ Chí Minh nhưng ghi sai là "Lương Nhữ Học". Việc sửa chữa đã được bàn bạc nhiều lần nhưng vẫn như cũ. Từ cuối thập niên 2010, con đường này thường được giới báo chí gọi là "phố đèn lồng" vì buôn bán nhiều đèn lồng dịp Trung thu.